# Leptolalax minimus
Espèce
Synonymes
- Leptobrachium minimum Taylor, 1962

Leptolalax minimus est une espèce d'amphibiens de la famille des Megophryidae.

## Taxonomie et répartition
Cette espèce a été relevée de sa synonymie avec Leptolalax oshanensis par Ohler, Wollenberg, Grosjean, Hendrix, Vences, Ziegler & Dubois en 2011 où elle avait été placée par Dubois en 1980. Mais à la suite de l'étude de Ohler et al., ce taxon englobe deux espèces :
- une première que l'on rencontre en Thaïlande et au Laos ;
- une seconde que l'on rencontre dans le nord de la Thaïlande.

## Publication originale
- Taylor, 1962 : The Amphibian Fauna of Thailand. University of Kansas Science Bulletin, vol. 43, no 8, p. 265-599 (texte intégral).